# 德拉瓦河畔拉德列
德拉瓦河畔拉德列（斯洛維尼亞語： 發音：[ˈɾaːdljɛ ɔb ˈdɾaːʋi]），是斯洛維尼亞東北部德拉瓦河畔拉德列市鎮的城鎮及行政中心。聚居地位於德拉瓦河左岸的一個河階台地上。

## 文化遺產
當地的堂區教堂是獻給聖邁克爾，屬於天主教馬里博爾總教區。這是一座15世紀的哥德式教堂，在18世紀初以巴洛克風格重新裝修。
聚居地西部邊緣的一座大型巴洛克式建築曾經是道明會修道院。它成立於1251年，是該地區重要的地主。在約瑟夫二世皇帝徵用修道院後，獻給聖母瑪利亞報喜的修道院教堂被拆除。

## 名人
- 羅伯特·科倫（1980年－）, 足球運動員

## 外部連結
- Radlje ob Dravi on Geopedia （页面存档备份，存于）